# Stazione di Bagni Santa Caterina
La stazione di Bagni Santa Caterina era una fermata ferroviaria in provincia di Udine, posta sul nuovo tracciato della ferrovia Pontebbana; restò in funzione per un breve periodo dopo l'apertura della nuova linea.